# Georg von Frauenfeld
Georg von Frauenfeld est un naturaliste autrichien, né en 1807 et mort en 1873.

## Biographie
Il participe à l’expédition scientifique autrichienne autour du monde à bord de la frégate SMS Novara. Il était responsable de la partie consacrée à la zoologie et responsable des spécimens récoltés. À son retour, il participe à la parution du compte rendu de cette expédition.
Il participe au développement du Muséum de Vienne et est l’auteur de nombreuses publications.

## Liste partielle des publications
- Über eine neue Fliegengattung: Raymondia, aus der Familie der Coriaceen, nebst Beschreibung zweier Arten derselben. Sitzungsber. Akad. Wiss. Wien 18: 320-33 (1855).
- Reise von Shanghai bis Sidney auf der k. k. Fregatte Novara, Verhandlungen des Zoologisch-Botanischen Vereins in Wien, Wien, IX, 1859, 374-82.
- Notizen, gesammelt während meines Aufenthaltes auf Neuholland, Neuseeland and Taiti, bei der Fahrt Sr. Majestät Fregatte Novara in jenen Gewässern (Vorgetragen in der Sitzung vom 13. Oktober 1859)', Sitzungsberichte der Mathematisch-Naturwissenschaftlichen Classe der Kaiserlichen Akademie der Wissenschaften, Bd. 138, Jahrgang 1859, No 23 bis 28, Hof- und Staatsdruckerei, Wien, 1860, 717-32. (1860)
- Bericht über weitere Bearbeitung der Novara-Sammlungen und Fortsetzung der Diagnosen neuer Lepidopteren von Dr Felder (1861)
- Zoologische Miscellen. XI. Verhandlungen der Zoologisch-Botanischen Gesellschaft in Wien 17: 425-502. (1867)
- Über Scenopinus und Platypeza', Verhandlungen des Zoologisch-Botanischen Vereins in Wien, XIV, 1864, 65-9.(1864)
- Zoologische Miscellen. XV. Verhandlungen der Zoologisch-Botanischen Gesellschaft in Wien 18: 885-99. (1868)
- Eier in einem Australischen Farne', Verhandlungen des Zoologisch-Botanischen Vereins in Wien, XIV, 1864, 383-4. (1864)